# Deprived
Deprived è un EP del gruppo musicale italiano Forgotten Tomb, pubblicato nel 2012.

## Tracce
1. Deprived – 6:13
2. Adrift (versione acustica)

## Formazione
- Kyoo Nam Rossi - batteria
- Ferdinando Marchisio - voce, chitarra
- Alessandro Comerio - basso